# История почты и почтовых марок островов Гилберта и Эллис
История почты и почтовых марок островов Гилберта и Эллис включает период, когда территория островов Гилберта и Эллис находилась под протекторатом и колониальной зависимостью от Великобритании, до провозглашения независимости Тувалу в 1978 году и Кирибати в 1979 году.

## Развитие почты
Первоначально доставка корреспонденции на острова Гилберта и Эллис осуществлялась от случая к случаю заходившими на разные острова судами. В 1892 году был провозглашён протекторат Британской империи над островами Гилберта. Регулярная почтовая связь была налажена в 1911 году.

## Выпуски почтовых марок

### Британский протекторат

#### Первые марки
На семи почтовых марках Фиджи, номиналами от ½ пенни до 1 шиллинга и с профилем британского короля Эдуарда VII, была сделана надпечатка англ. «GILBERT & ELLICE / PROTECTORATE» («Гилберта и Эллис / Протекторат»), и они поступили в продажу 1 января 1911 года.

#### Последующие выпуски
За первым выпуском в марте 1911 года появилась серия из четырёх марок с изображением древовидного растения пандан и надписью «GILBERT & ELLICE ISLANDS / PROTECTORATE» («Острова Гилберта и Эллис / Протекторат»).
В 1912 году в обращении появились 13 почтовых марок с изображением Георга V обычного типа с надписью «GILBERT & ELLICE ISLANDS» («Острова Гилберта и Эллис»).

### Колониальный период

#### Основные выпуски
В 1916 году была образована британская колония Острова Гилберта и Эллис. От её имени были сделаны почтовые эмиссии в 1918, 1922 и 1935 годах. В 1937 году, в рамках омнибусного коронационного выпуска Британской империи, выходили марки в ознаменование коронации Георга VI.
С 14 января 1939 года стала выходить новая стандартная серия с изображением местных ландшафтов и профиля короля Георга VI[≡]. В 1947 году была эмитирована серия из четырёх марок по случаю 75-й годовщины образования Всемирного почтового союза.

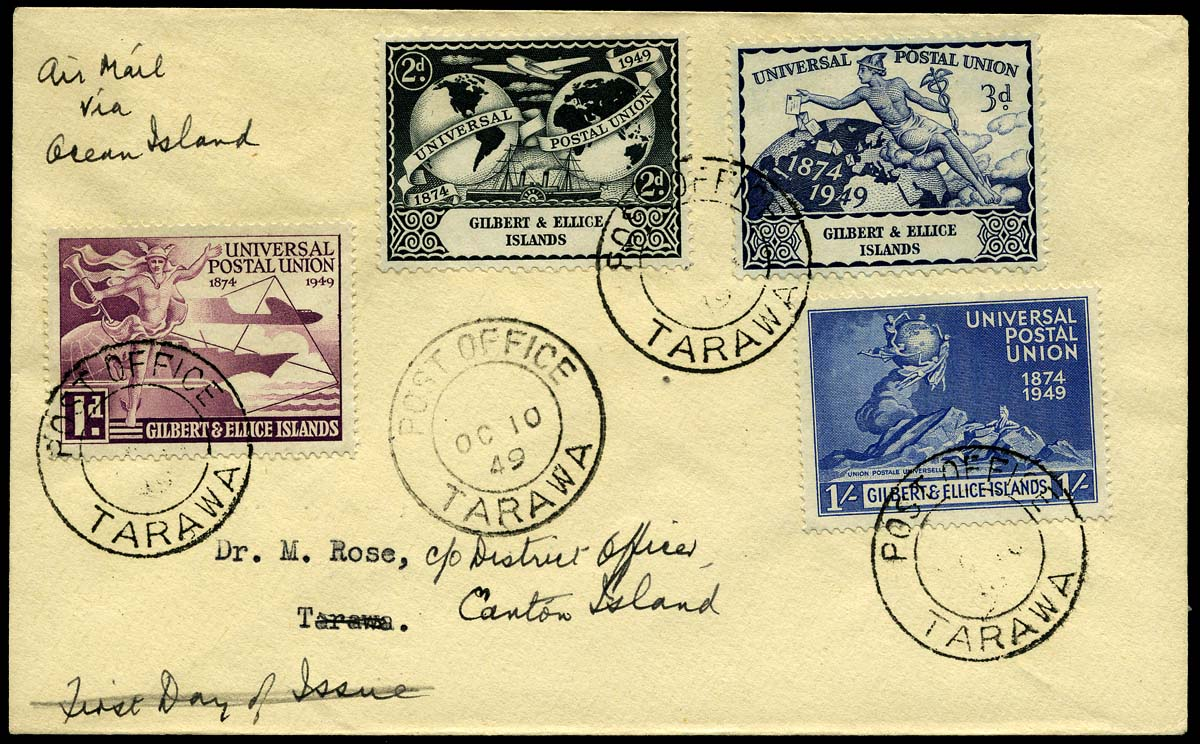
Конверт первого дня, франкированный всеми четырьмя марками, посвящёнными 75-летию Всемирного почтового союза (1949)

В 1953 году выходила серия в связи с коронацией Елизаветы II. С 1956 года на марках помещался профиль Елизаветы II.
1 мая 1960 года серией из четырёх марок было отмечено 60-летие обнаружения фосфоритов и начала их добычи на острове Банаба (Ошен).
По состоянию на 1 января 1964 года, всего с 1911 по 1963 год было выпущено 76 почтовых марок и 8 доплатных (с надписью «Postage due» — «Почтовая доплата»). Кроме этого, известны военно-налоговые марки с надпечаткой «War tax» («Военная надбавка»).
На стандартной серии 1965 года были представлены сцены из жизни местных племён, но уже в 1966 году переход на десятичную валюту вызвал необходимость надпечатки новых номиналов (в австралийских долларах и центах) и перевыпуска этих марок в 1968 году.
После этого колония ежегодно выпускала около 10—15 почтовых марок, обычно сериями по четыре марки, до конца 1975 года. Среди прочих выпусков в 1967 году выходили марки, посвящённые 75-летию установления британского протектората, а в 1969 году — по случаю открытия Южнотихоокеанского университета. Последний выпуск островов Гилберта и Эллис был приурочен к празднованию Рождества 1975 года. Всего для этой территории было издано 220 различных марок.

#### Острова Гилберта
В 1976 году острова Гилберта и Эллис стали двумя отдельными колониями — Тувалу (1 января 1976—1978) и Острова Гилберта (1976—1979), территории которых впоследствии — в 1978 и 1979 году, соответственно, — получили полную независимость.
Общие марки для обеих групп тихоокеанских островов перестали выходить 1 января 1976 года. Новые знаки почтовой оплаты для островов Гилберта были эмитированы посредством надпечатки «Gilbert Islands» («Острова Гилберта») на стандартных марках островов Гилберта и Эллис.
2 января 1976 года был осуществлён выпуск двух марок номиналами в 4 и 35 центов, которые были посвящены административному разделению островов Гилберта и Эллис. На них были приведены карты, отображавшие разделённую территорию, а название эмитента было указано как «The Gilbert Islands». В дальнейшем на марках стали использовать прежнее обозначение страны — «Gilbert Islands».
После разделения от имени островов Гилберта было произведено ещё 100 марок, в том числе следующие почтовые выпуски:
- 1976 — надпечатка «Gilbert Islands and Separation» по случаю разъединения островов,
- 1977 — получение внутренней автономии,
- 1979 — последняя марка в серии из четырёх почтовых миниатюр, посвящённых Джеймсу Куку.

## Выпуски для Острова Рождества
Остров, открытый капитаном Куком в канун Рождества 1777 года, в дальнейшем входил в британскую колонию Островов Гилберта и Эллис. Первая отдельная марка для этой территории появилась в 1917 году. Надпись на оригинальных марках гласила: «Christmas Island» («Остров Рождества»).
С 1917 по 1936 год было выпущено две почтовые марки. Они были напечатаны с разрешения колониальной почтовой администрации частной компанией, имевшей концессию на острове.

## Фантастические выпуски
В начале XX века на филателистическом рынке появились оригинальные марки с надписью «B. TE SAROFU», якобы выпущенные «Княжеством Сарофу», расположенном на одном из атоллов в южной части островов Лайн, входивших в состав островов Гилберта и Эллис. Эти марки являются спекулятивным выпуском.
Известны также фантастические марки «Республики Кортерра» («Corterra», сокращённо от «Corall Terra») — частного владения на одном из коралловых рифов в южной части островов Лайн. Владелец объявил о «независимости» новоиспечённой «республики» в апреле 1974 года и обзавёлся собственными марками.